# Mesocyclops americanus
Mesocyclops americanus – gatunek widłonoga z rodziny Cyclopidae. Nazwa naukowa tego gatunku skorupiaków została opublikowana w 1985 roku przez francuskiego zoologa-limnologa Bernarda Henriego Dussarta.